# Schloss Grafenegg (Liezen)

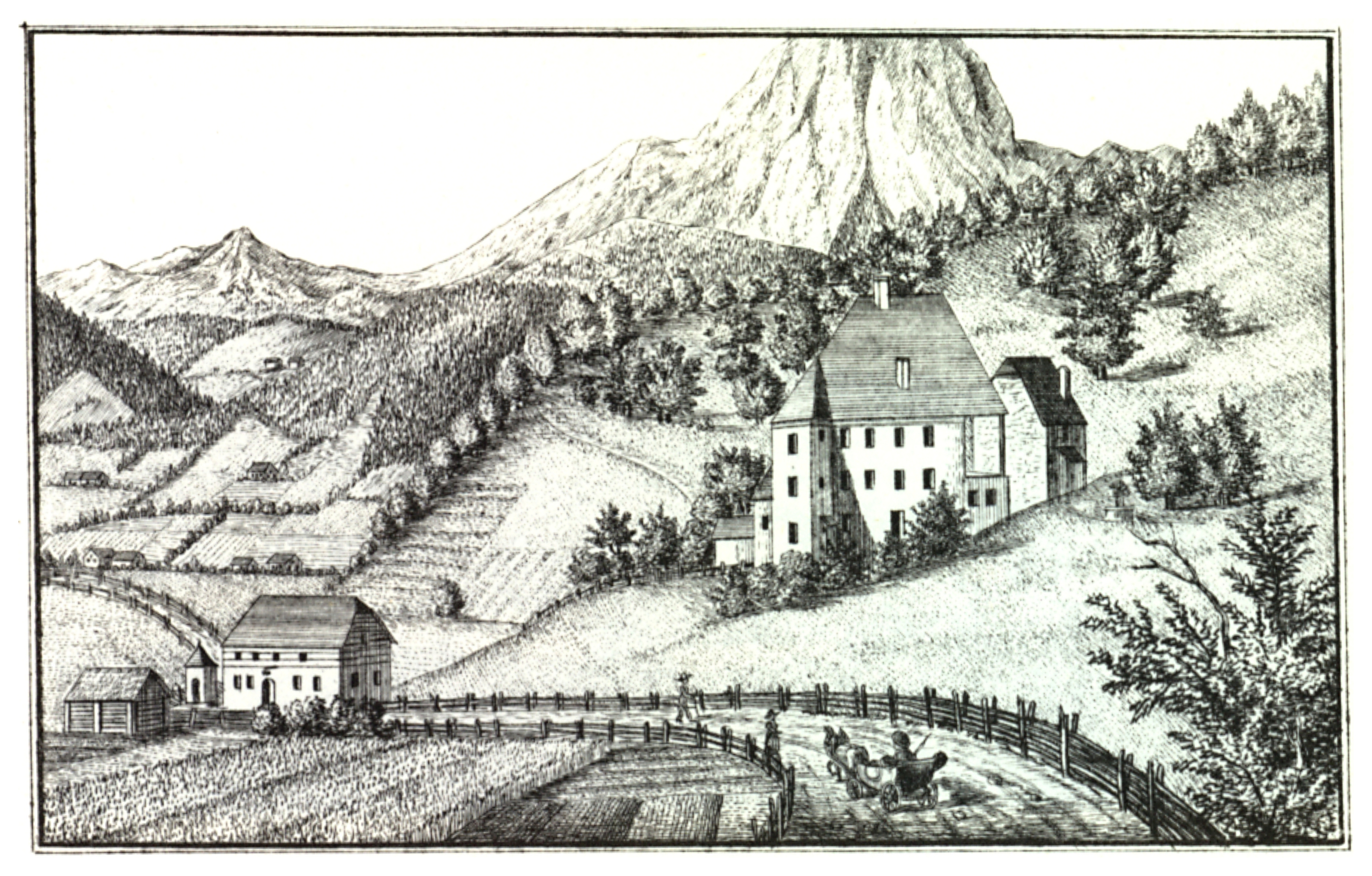
Joseph Franz Kaiser: Schloss Grafenegg, Lithographie, um 1830

Das Schloss Grafenegg war ein ursprünglich westlich des Ortes Liezen in der Steiermark gelegenes Renaissanceschloss aus der Zeit um 1600, das 1982 abgebrochen wurde.

## Geschichte
Die Voraussetzungen für den Schlossbau gehen auf Georg Rebl, den Landpfleger von Burg Strechau, zurück, der ab 1587 die notwendigen Ländereien, darunter das Bauerngut Grafenschwaig, erworben hatte. Als Rebl im Zuge der Gegenreformation als Protestant das Land verlassen musste, gelangte der Besitz 1601 durch Kauf an den Landpfleger von Wolkenstein, Georg Mayer, der dessen Erhebung zu dem Adelsgut Grafeneck betrieb und den Schlossbau errichtete. Von seinen Erben wurde der Besitz 1612 an den Juristen Dr. Gallus Brunner verkauft. Das Schloss bestand zu diesem Zeitpunkt aus einem winkelförmigen Baukörper, dessen Fassade talseitig von zwei übereckgestellten Erkerbauten flankiert war.
1892 wurde das Areal von dem in Liezen ansässigen Industriellen Nikolaus Dumba zur Arrondierung seines Jagdgebiets erworben und das Schloss historistisch ausgebaut. Ab 1905 diente es verschiedenen Sozialeinrichtungen als Heim. 1938 enteignet, fiel es 1945 an die Bezirkshauptmannschaft Liezen. Obwohl noch 1947 in den Repräsentationsräumen die Feierlichkeiten anlässlich der Stadterhebung Liezens stattgefunden hatten, wurde es schließlich nach wechselhaftem Schicksal 1982 – während des laufenden denkmalpflegerischen Unterschutzstellungsverfahrens – abgerissen. An seiner Stelle entstand die heutige Wohnsiedlung Am Grafenegg.